# Rakuda
Rakuda (駱駝（らくだ）?; ...) è uno scrittore giapponese, autore di light novel. È parte della società di intrattenimento giapponese Straight Edge Inc.
A soli 24 anni, prese la decisione di intraprendere la strada dello scrittore e dedicarsi alla creazione di romanzi. Questa scelta non solo mirava a dimostrare la propria identità nel mondo, ma anche a lasciare un'impronta indelebile nell'ambito dell'intrattenimento. Nel 2017, Vinse il 22º Dengeki Novel Award con la sua opera di debutto "Ore o suki na no wa omae dake ka yo".

## Opere

### Light Novel
- Ore o suki na no wa omae dake ka yo - (Illustrazioni di Buriki, Dengeki Bunko, 17 volumi, 2016 - 2022)
- Shine Post: Nee Shitteta? Watashi o Zettai Idol ni Suru Tame no, Goku Futsū de Atarimae na, to Bikkiri no Mahou - (Illustrazioni di Buriki, Dengeki Bunko, 3 volumi, 2021 - in corso)
- Yagate Lovecome ni Itaru Ansatsusha - (Illustrazioni di Kazunoko Shio, Dengeki Bunko, 2 volumi, 2023 - in corso)

### Manga
- My Baker - (Illustrazioni e storia, Media Factory, 2 volumi, 2018 - in corso)

### Anime
- Ore o suki na no wa omae dake ka yo (ottobre - dicembre 2019, opera originale, composizione della serie, sceneggiatura)
- Ore o suki na no wa omae dake ka yo ~Ore tachi no gemusetto~ (settembre 2020, opera originale, composizione della serie, sceneggiatura)
- Shine Post: Nee Shitteta? Watashi o Zettai Idol ni Suru Tame no, Goku Futsū de Atarimae na, to Bikkiri no Mahou (luglio - ottobre 2022, opera originale, composizione della serie, sceneggiatura)